# 주한 미얀마 대사관
주한 미얀마 대사관(버마어: ကိုရီးယားနိုင်ငံဆိုင်ရာ မြန်မာသံရုံး)은 대한민국 서울특별시 용산구 한남동 724-1에 있는 미얀마 대사관이다. 현직 주한 미얀마 대사는 딴 신이다.

## 역사
미얀마는 1962년 대한민국과 영사급 외교 관계를 맺고 1975년 6월 정식 외교 관계를 수립했다. 이어 무역협정(1964년), 체신협정(1965년), 통신교환협정(1966년), 항공운수협정(1976년) 등을 체결했다. 미얀마는 1975년 5월에 조선민주주의인민공화국과도 수교하였으나 1983년 10월 전두환 대통령의 방문 때 발생한 아웅산 묘역 테러 사건을 계기로 단교했다. 그러다가 2007년 4월에 조선민주주의인민공화국과의 외교 관계를 정상화했다.

## 주요 업무
주요 업무는 대한민국 정부와의 외교, 교섭, 양국 간 경제통상 진흥, 재외국민 등록 등의 일반 영사사무, 대한민국 거주 미얀마 국민의 여권 발권, 미얀마 여행객에 대한 비자 발급, 자국 제품의 수출 진흥, 국가 홍보 등이다.

## 같이 보기
- 대한민국-미얀마 관계
- 주미얀마 대한민국 대사관
- 미얀마의 재외공관 목록
- 대한민국 주재 외국공관 목록